# Zoboomafoo
Zoboomafoo je animirana televizijska serija za djecu. Polusatne epizode su sastavljene od šest do deset manjih, često tematski nepovezanih pojedinačnih doprinosa. Pored skečeva ili poučnih lutkarskih dijaloga, crtani filmova i dječjih pjesama, česti su pravi filmski osvrti o jednostavnim svakodnevnim situacijama ili o proizvodnji nekih proizvoda.

## Vanjske poveznice
- Službena stranica Zoboomafoo